# 大广海湾经济区
江门大广海湾经济区，简称大广海湾经济区，是广东省下属的一个临海经济区，位于广东省江门市台山广海湾至新会区银湖湾，黃茅海至镇海灣一帶。
位于粤港澳大湾区江门市东南部，东邻中山、珠海，西连阳江，南面南海，毗鄰深圳、香港、澳門。以丘陵平原为主，珠江八大出海口之一的崖門水道西岸。采用双核心一轴发展模式。

## 历史
广海，宋代称溽洲，明朝称广海卫，为抵御外侮而成为海防重镇（筑广海城）。满清時称铜鼓洲，是中国古代“海上丝绸之路”之一。
1919年，孙中山在《建国方略》中提到开发“铜鼓洲”（今广海湾）。
1992年12月，广东省人民政府批准设立“广东台山广海湾华侨投资开发试验区”。
2012年5月，中国首部海洋经济地图《广东海洋经济地图》正式发布，大广海湾区名列其中。
2013年12月31日，广东省政府常务会议审议通过了《广东江门大广海湾经济区发展总体规划（2013-2030年）》。总体规划由原13个镇（区）增加至20个镇（区），以及为经济区的发展明确了方向。
2015年10月01日，广东省印发《深入推进粤港澳服务贸易自由化实施意见》，确定全省13个区域列为粤港澳服务贸易自由化示范基地。大广海湾经济区在列公示名单之中。
2016年03月15日，中国国务院发布《促进泛珠三角区域合作发展的指导意见》，意见首次把大广海湾提升至区域合作平台。标志着大广海湾建设升至国家战略层面。
2019年2月，国家出台《粤港澳大湾区发展规划纲要》提出“支持江门与港澳合作建设大广海湾经济区”。
2020年7月10日，江门大广海湾保税物流中心（B型）正式封关运作。
2023年12月26日，大广海湾RCEP经贸科技文化合作交流中心动工，RCEP合作将为中国企业提供更广阔的区域市场。
2024年3月15日，在古兜山自然保护区发现濒危动物中华秋沙鸭（此物种在世界自然保护联盟濒危物种红色名录中有列出）。7月23日，大广海湾经济区指挥部办公室首次工作会议在江门市发展和改革局举行。

## 行政范围
经济开发区（包括江门市新会区、台山市、恩平市）的20个沿海镇（区）：
- 新会区：双水镇、三江镇、古井镇、沙堆镇及崖门镇
- 台山市：都斛镇、斗山镇、端芬镇、赤溪镇、广海镇、川岛镇、海宴镇、汶村镇、深井镇及北陡镇
- 恩平市：横陂镇。

### 3区
银湖湾滨海新区、新会开发区和广海湾工业园区

### 1农场
海宴华侨农场
注：新会开发区、双水镇、三江镇、古井镇、沙堆镇、崖门镇、银湖湾滨海新区7个镇（区）为2013年后加入。

## 交通

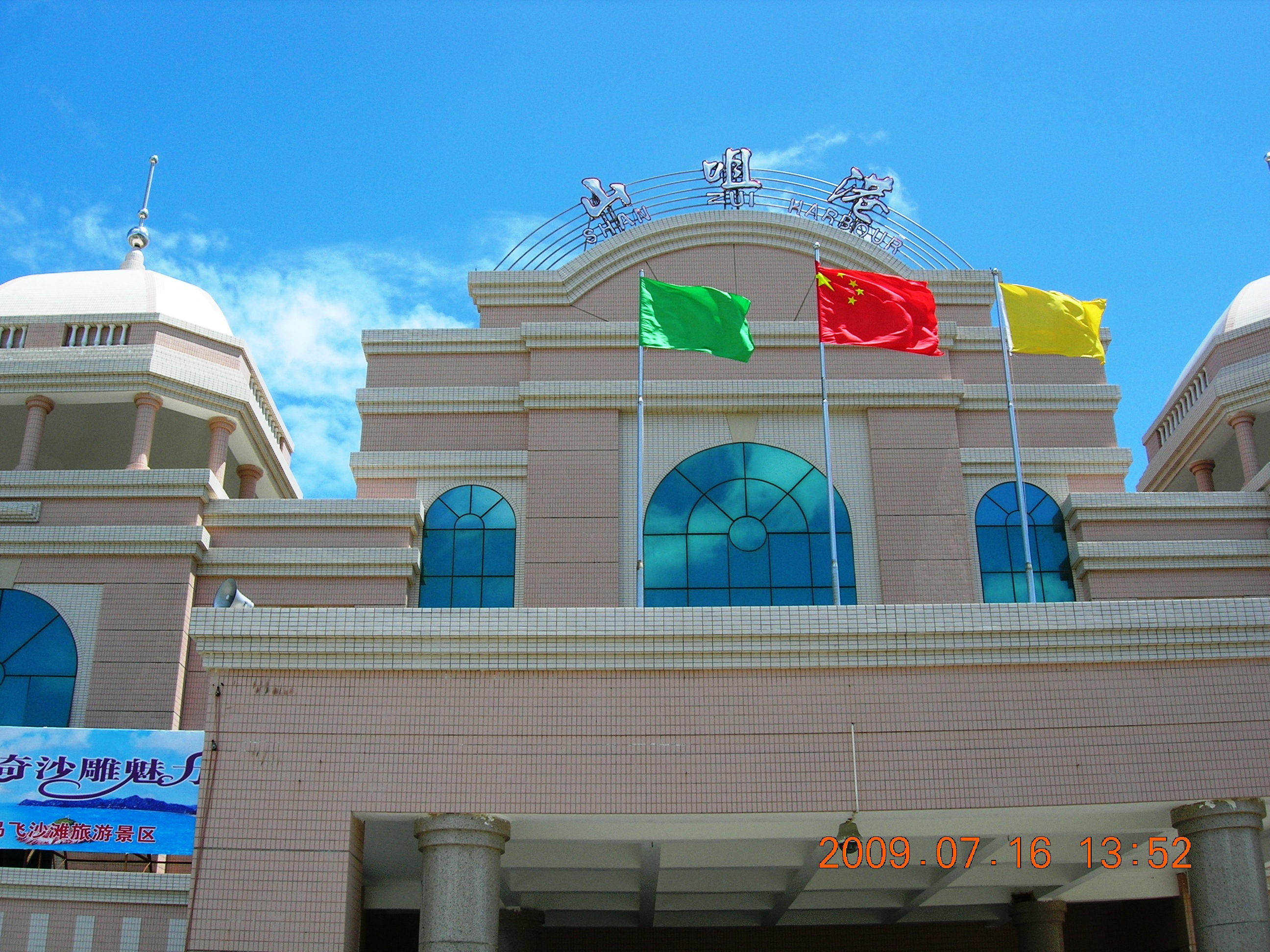
山咀港

珠西枢纽位於开发区内，深湛铁路在区內设高铁双水镇站等，广珠铁路古井站为货运站，深江铁路延长线和广珠铁路支线规划中。预留地铁。
区內拥有高速公路西部沿海高速、银洲湖高速和新台高速。另鹤港高速及黃茅海通道试运营中。及国道江门大道。
区內拥有国家一级港口广海湾港、银洲湖港及山咀港等。
区内机场正在选址和规划中。